# Terezie Táborská
Terezie Táborská (11 de febrero de 2006) es una deportista de la República Checa que compite en atletismo. Ganó una medalla de bronce en el Campeonato Europeo de Atletismo Sub-20 de 2023, en la prueba de 4 × 400 m.

## Palmarés internacional
| Campeonato Europeo Sub-20 | Campeonato Europeo Sub-20 | Campeonato Europeo Sub-20 | Campeonato Europeo Sub-20 |
| Año                       | Lugar                     | Medalla                   | Prueba                    |
| ------------------------- | ------------------------- | ------------------------- | ------------------------- |
| 2023                      | Jerusalén (Israel)        | Medalla de bronce         | 4 × 400 m                 |